# Settimana di Kiel

Regata di fronte a Laboe

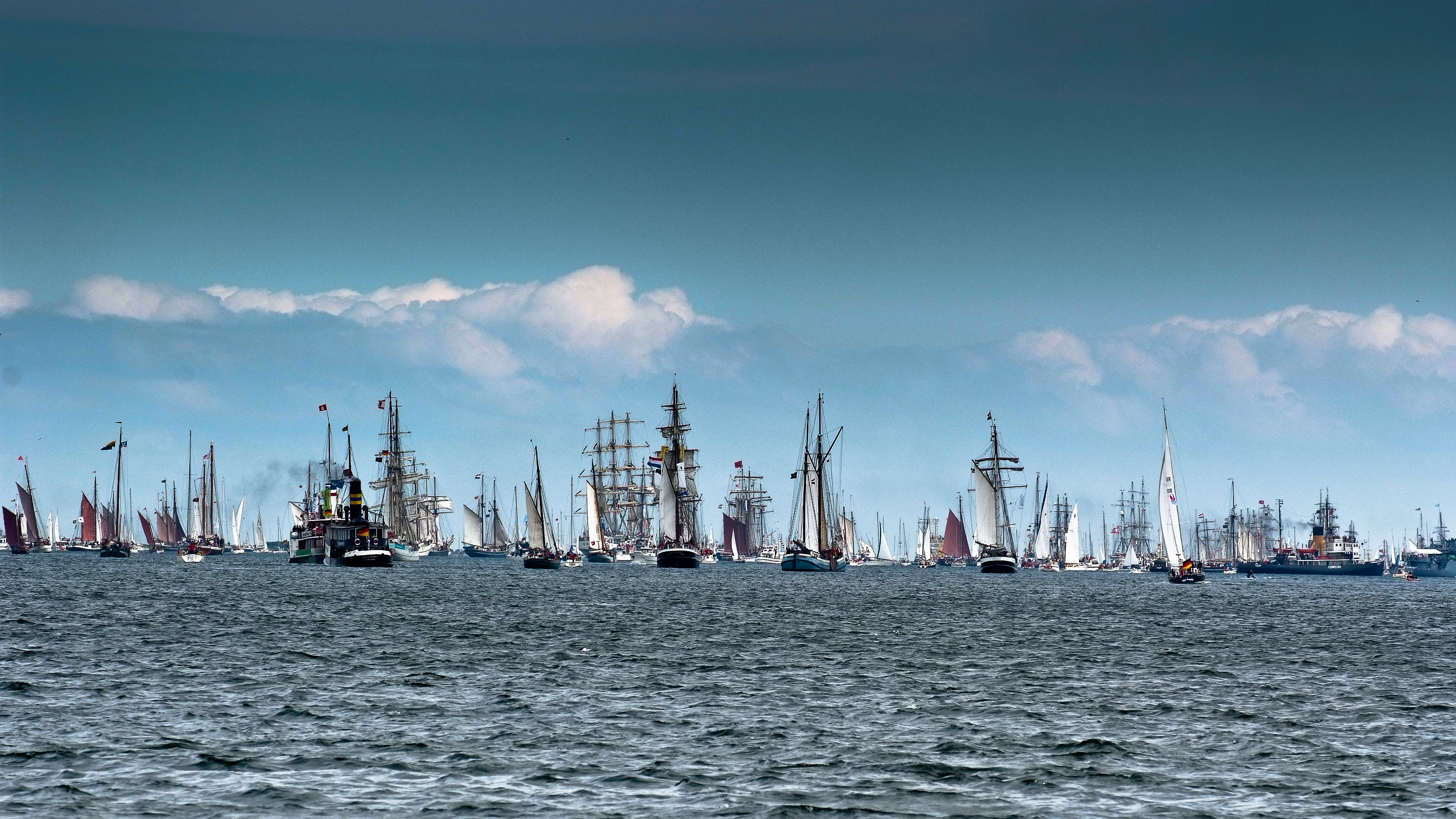
La parata dei windjammers

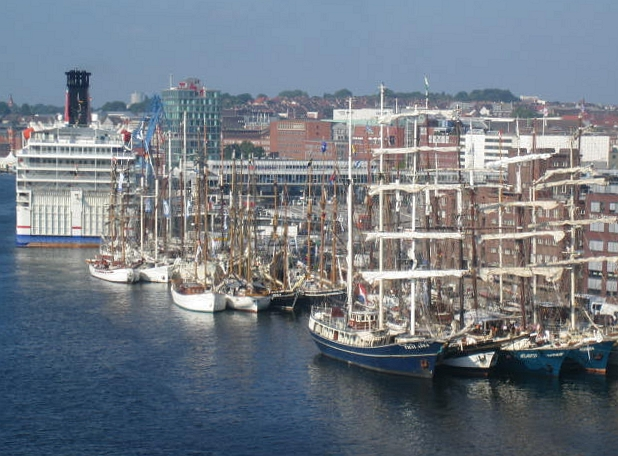
Velieri attraccati in porto come attrazione per i visitatori

La Settimana di Kiel (in tedesco: Kieler Woche) è un evento velico annuale che ha luogo nella baia di Kiel, in Germania. È il più grande evento velico al mondo per numero di partecipanti, ed è una delle più importanti feste popolari tedesche

## Cerimonie
La Settimana di Kiel si svolge ogni anno nell'ultima settimana di giugno.
La manifestazione si apre il sabato precedente con il cosiddetto Glasen, ovvero il suono della sirena che ordina "mollate gli ormeggi!" o "levate l'ancora!". Segue lo Holstenbummel. In realtà il venerdì precedente l'apertura ufficiale si tiene già il  "Soundcheck" : un festival musicale nelle vie del centro. 
Dal 1998 ogni anno, l'ultimo sabato della Settimana si tiene la parata dei windjammer: vi partecipano più di cento grandi velieri, navi a vapore storiche e barche a vela. Inoltre ogni anno sono ospiti numerose navi da guerra e navi scuola di paesi stranieri. la Parata è spesso aperta dalla  Gorch Fock, la nave scuola della marina tedesca.
La Settimana di Kiel termina con il tradizionale Sternenzauber über Kiel, uno spettacolo di fuochi artificiali che si tiene alle 11 di sera della domenica ed è visibile da tutto il Golfo di Kiel.

## Regate
La maggior parte delle gare partono dal campo di regata olimpico di Schilksee, che si trova fuori dal centro cittadino, e si dirigono verso il mare aperto; perciò non sono visibili dalla costa.

Guidone del Norddeutscher Regatta Verein

Alla Settimana di Kiel partecipano intorno ai 5.000 velisti provenienti da più di cinquanta nazioni con 2.000 barche; e vengono ad assistere circa tre milioni di spettatori. La manifestazione è organizzata insieme dal Kieler Yacht-Club, dal Norddeutscher Regattaverein e dall' Hamburger Sailing Club, entrambi di Amburgo, nonché dal Verein Seglerhaus am Wannsee di Berlino.
La tradizionale regata di apertura era la Aalregatta Kiel–Eckernförde–Kiel. Dal 2006 la Aalregatta è una gara autonoma e la Settimana viene aperta dalla  Welcome race, che si disputa sullo stesso percorso.
Durante il mercoledì si svolgono le gare di canottaggio, che coinvolgono i circoli canottieri, i centri sportivi universitari e le squadre scolastiche.
Le gare riguardano sedici classi veliche nazionali e internazionali, così come dieci classi olimpiche. Inoltre si misurano le imbarcazioni delle classi ORC International I-IV e delle varie classi "One Design".

## Storia

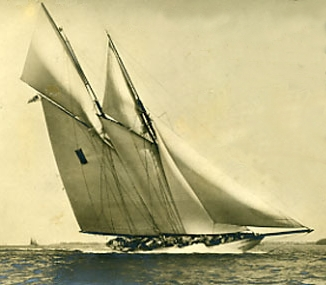
Il Meteor IV alla Kieler Woche del 2009

Il 23 giugno 1882 si tenne una regata organizzata dal Kaiserlicher Yacht-Club fra venti yachts a vela (uno dei quali danese) con partenza da Düsternbrook. A causa del grande successo dell'iniziativa, l'evento si ripeté con cadenza annuale. Così già due anni dopo la manifestazione occupava un'intera settimana.
Nel 1892 le imbarcazioni partecipanti erano più di cento. Il nome "Settimana di Kiel" venne attribuito dalla stampa, che lo utilizzò per la prima volta nel 1894.
L'imperatore Guglielmo II presenziò all'appuntamento per la prima volta nel 1889. Egli era Commodoro del Kaiserlicher Yacht-Club e propugnava lo sport velico. E in effetti da allora in poi l'Imperatore partecipò regolarmente alle regate con il suo yacht Meteor.
Nel 1895 l'inaugurazione del Canale di Kiel, allora chiamato Kaiser-Wilhelm-Kanal, ebbe luogo durante la Settimana di Kiel e per l'occasione si tenne una parata di panfili reali.
La venticinquesima edizione, nel 1907, vide la partecipazione di più di 6.000 barche.
Nel 1914 durante la Settimana vennero inaugurate nuove chiuse del Canale. L'Imperatore Guglielmo II si trovava a Kiel per tale evento, oltre che per le regate, il 28 giugno, quando ricevette il telegramma che gli annunciava l'assassinio di Francesco Ferdinando a Sarajevo.
A causa della prima Guerra mondiale non si tennero le edizioni dal 1915 al 1919.

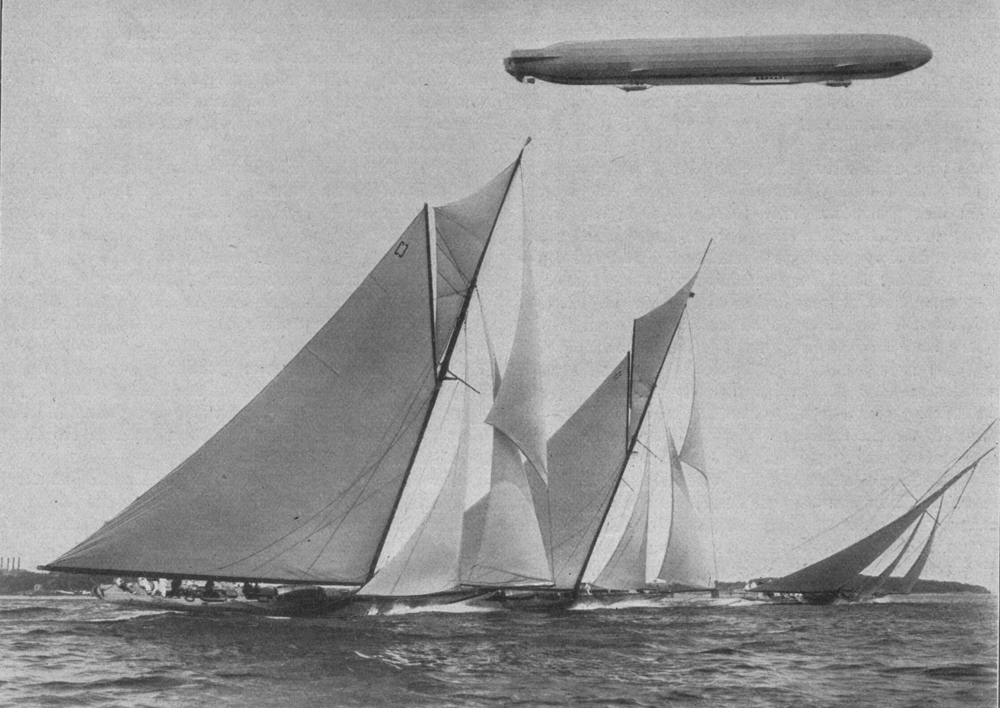
Settimana di Kiel del 1913

Durante il periodo nazista la Settimana di Kiel divenne uno strumento di propaganda nazionalista.
Dal 1937 l'evento fu organizzato dal nuovo circolo velico unificato, lo Yacht-Club von Deutschland.
Le edizioni dal 1940 al 1946 non si tennero a causa della seconda Guerra mondiale.
In realtà nel 1945 l'esercito d'occupazione inglese organizzò una settimana velica, chiamata in inglese Kiel-Week, cui parteciparono pochi equipaggi tedeschi.
Nel 1947 si tenne una settimana di feste popolari chiamata Kiel im Aufbau ("Kiel in ricostruzione").
Nel 1948 si tenne la prima edizione del Dopoguerra della Settimana di Kiel, in giugno, e in settembre si tenne la seconda edizione di Kiel im Aufbau.
Finalmente nel 1949 Kiel im Aufbau fu integrata nella Kieler Woche.
Nel 1972 per la seconda volta le gare olimpiche di vela si disputarono a Kiel. Al termine delle regate si tenne la prima grande parata di windjammer, intitolata Operation Sail. Dal 1998 la Windjammerparade è un appuntamento fisso del penultimo giorno della manifestazione. 
In occasione dei giochi olimpici la passeggiata a mare che va da Kiel al sobborgo di Düsternbrook fu ribattezzata Kiellinie ("linea di Kiel"); dal 1974 durante la Settimana questo lungomare viene attrezzato a parco dei divertimenti per bambini e prende il nome di Spiellinie ("linea di gioco").

## Classi veliche

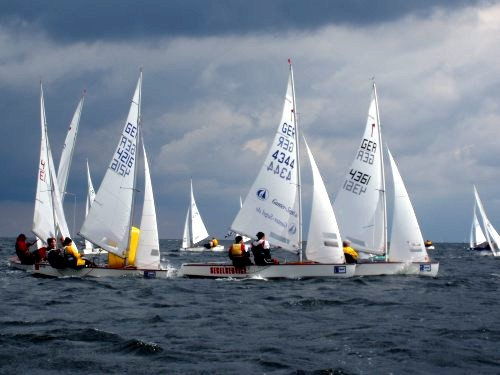
Regata della classe Pirat nel 2004

### Classi olimpiche
- 2,4 metri Open
- 470 maschile e femminile
- 49er maschile
- 49erFX femminile
- Finn maschile
- Laser maschile
- Laser Radial femminile
- Nacra 17 misto
- Sonar Open

### Classi internazionali

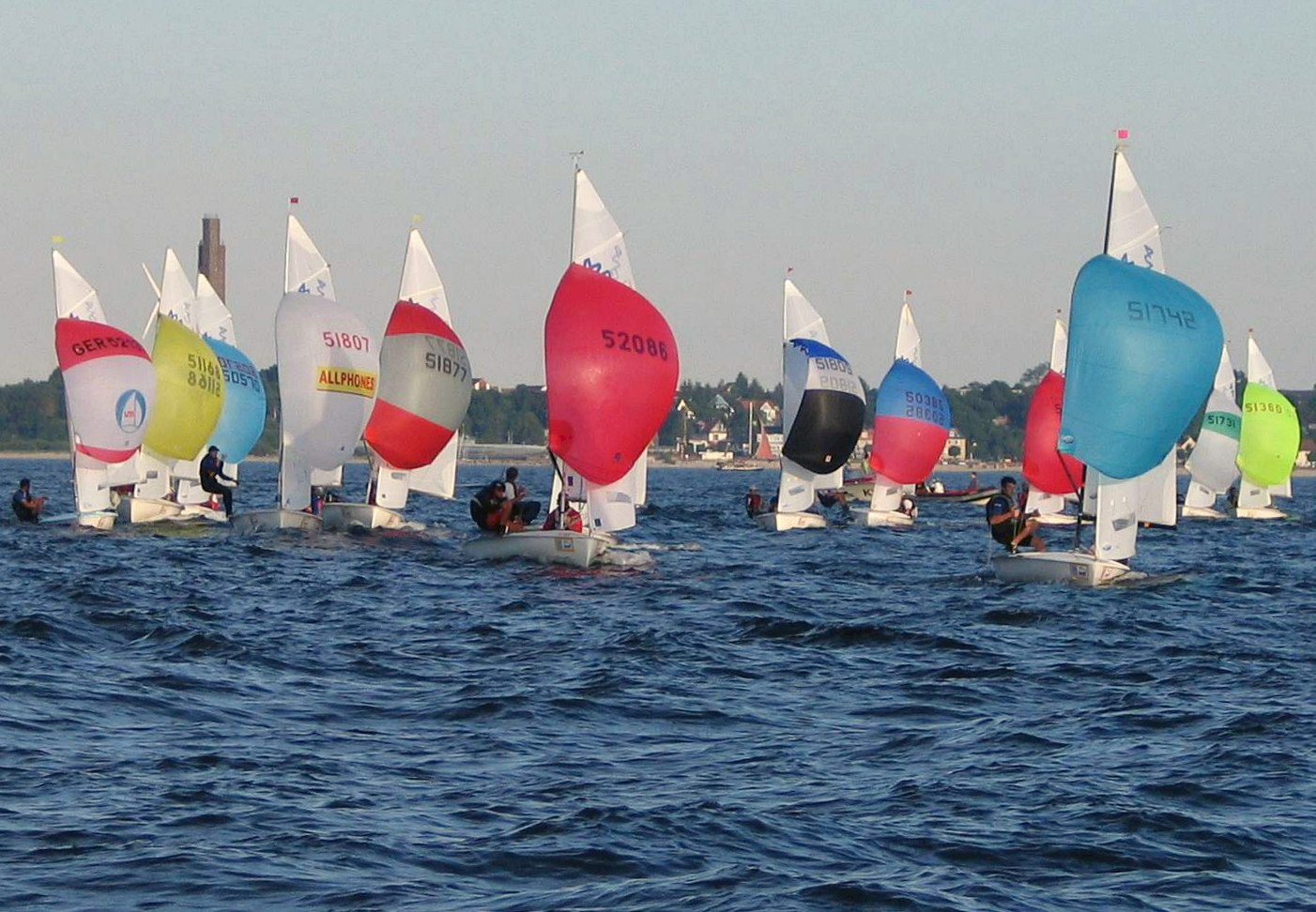
Gara di barche della classe 420

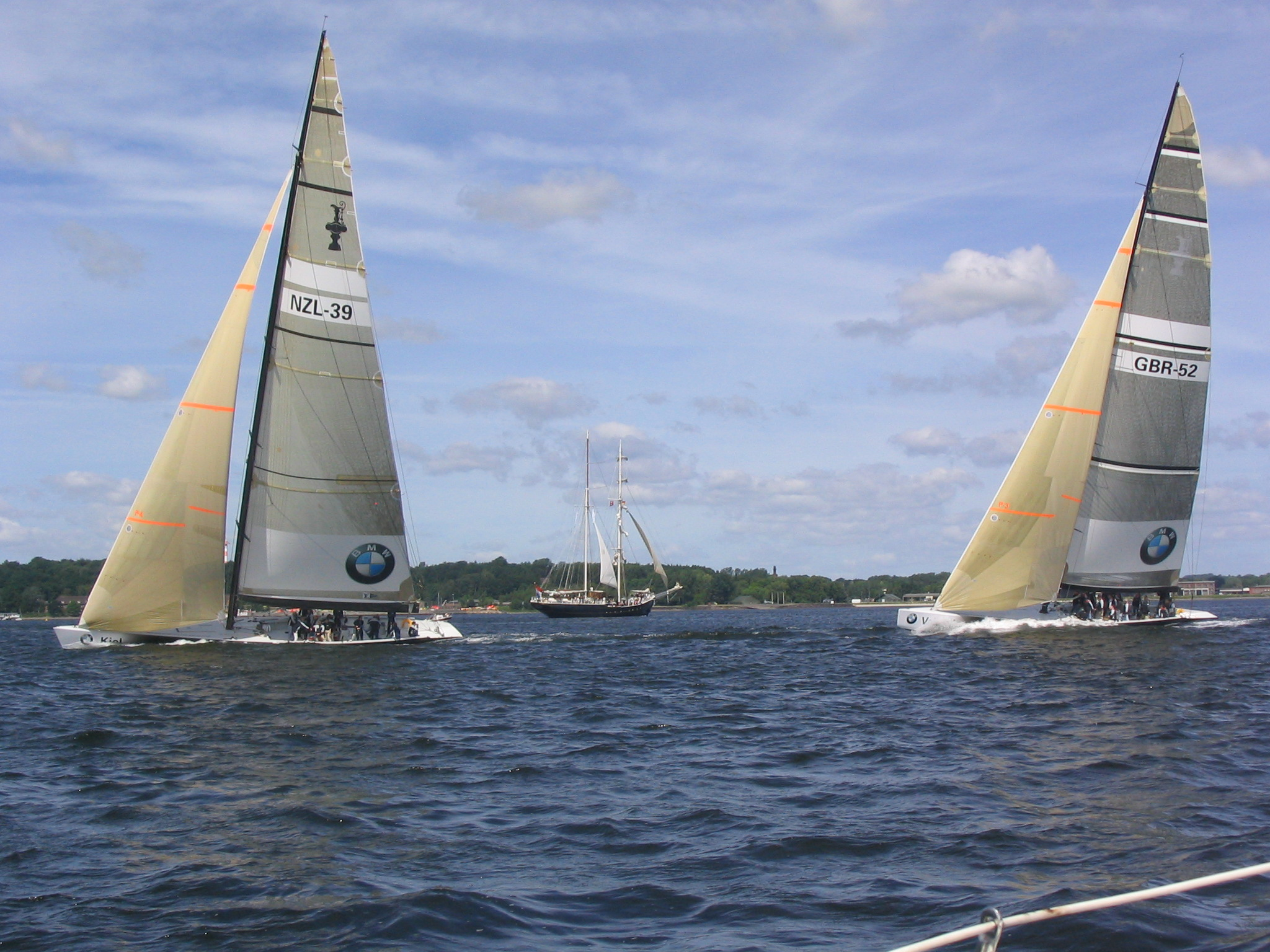
Regata alla Kieler Woche del 2005

- 29er
- 420
- 505
- Bavaria B/One
- Contender

- Europa
- Flying Dutchman
- Formula 18
- Hobie 16
- J/24
- Laser 4.7
- Laser Radial maschile
- Musto Skiff
- Nordic Folkboat
- OK Dinghy

### Classi d'altura
- Albin Express
- J/70
- J/80
- Melges 24
- Offshore Racing Congress
- Platu 25
- SB20
- X-99